# Zominthos
Zominthos (Grieks: Ζώμινθος, alternatieve spelling Ζόμινθος of Ζόμιθος) is een klein plateau in de noordelijke uitlopers van de berg Ida Psiloritis, op het eiland Kreta. Zominthos ligt ongeveer 7,5 kilometer ten westen van het dorp Anogeia, op het pad van Knossos naar Idaion Antron, de grote heiligdomsgrot bij de top van de Ida. Zominthos is vooral bekend om het grote Minoïsche gebouw dat er is ontdekt. Tekenen van permanente bewoning dateren uit ongeveer 1800 voor Christus.

## Archeologie
In 1982 legde de Griekse archeoloog Yannis Sakellarakis een groot Minoïsch gebouw bloot met twee verdiepingen op een hoogte iets onder de 1200 meter. Het belang van de ontdekking wordt nog verder benadrukt door het feit dat het aanzienlijk boven de hoogtegrens van de eerder gevonden Minoïsche en moderne Kretenzische nederzettingen ligt. De archeologische opgravingen hebben slechts een klein deel van het gebouw blootgelegd en zijn nog steeds aan de gang. Ze hebben echter duidelijk gemaakt dat het een sterke bouwstructuur betreft die ongewoon goed bewaard is gebleven, waarbij sommige van de resterende muren tot 3 meter hoog zijn. Het heeft een strikte noord-zuid oriëntatie en strekt zich uit over minstens 1.350 m², met alleen al op de begane grond meer dan 100 kamers, waarvan sommige met fresco's. Uniek voor Minoïsch Kreta is de ontdekking van een grote pottenbakkerij. Even belangrijk zijn de opgegraven artefacten gemaakt van bergkristal. Het gebouw behoort tot de Neopalatiaanse periode en werd verlaten na een grote aardbeving rond 1600 voor Christus.
Zominthos werd als onderdeel van een meervoudige werelderfgoedsitecomplex in juli 2025 tijdens de 47e sessie van de Commissie voor het Werelderfgoed in Parijs erkend als UNESCO cultureel werelderfgoed en onder de titel Minoïsche paleiscentra aan de werelderfgoedlijst toegevoegd. Het erkend werelderfgoed omvat zes archeologische vindplaatsen op Kreta die dateren van 1900 tot 1100 v.Chr. Deze sites vertegenwoordigen de Minoïsche beschaving, een belangrijke prehistorische mediterrane cultuur. De vorstelijke centra dienden als administratieve, economische en religieuze centra, met geavanceerde architectuur, stedenbouw en levendige fresco's. Ze onthullen vroege schrijfsystemen, maritieme netwerken en culturele uitwisselingen. De meervoudige erfgoedsite benadrukt de complexiteit van de sociale structuur van de Minoërs en hun blijvende invloed op de mediterrane geschiedenis.
Akropolis van Athene · Oude stad Corfu · Historisch centrum met klooster van de Heilige Johannes "de Theoloog" en grot van de Apocalyps op het eiland Patmós · Tempel van Apollon Epikourios · Athos · Delos · Delphi · Heiligdom van Asklepios in Epidaurus · Vroeg-christelijke en byzantijnse monumenten in Thessaloniki · Kloosters van Dafni, Osios Loukas en Nea Moni · Meteora · Middeleeuwse stad Rhodos · Archeologisch Mycene en Tiryns · Archeologisch Mystras · Archeologisch Olympia · Pythagoreion en Heraion van Samos · Archeologische site van Aigai · Archeologische site van Philippi · Minoïsche paleiscentra: Knossos, Phaistos, Malia, Zakros, Zominthos, Kydonia